# Dragon Slayer: The Legend of Heroes
Pour les articles homonymes, voir Dragonslayer.
Dragon Slayer: The Legend of Heroes (ドラゴンスレイヤー英雄伝説, Dragon Slayer: Eiyuu Densetsu) est un jeu vidéo de rôle développé et édité par Falcom en 1989. À l'origine commercialisé sur NEC PC-8801, le jeu a été adapté sur les micro-ordinateurs FM Towns, PC-98, MSX2, X68000 et les consoles PC Engine, Mega Drive et Super Famicom.

## Versions
Falcom a développé la plupart des versions du jeu. Seule la version PC Engine, sortie au format Super CD-ROM², a franchi les frontières nippones et a été localisé en langue anglaise (aux États-Unis seulement).
- 1989 - NEC PC-8800
- 1990 - FM Towns, NEC PC-9800, MSX2
- 1991 - PC-Engine (édité par Hudson Soft)
- 1992 - Super Famicom (édité par Epoch)
- 1993 - X68000 (édité SPS)
- 1994 - Mega Drive (édité par Sega)
- 1997 - Satellaview

## Adaptation
- 2 OAV de 25 minutes datant de 1992  dirigés par Noriyoshi Nakamura, écrit par Kenichi Matsuzaki et avec la participation de Ken Ishikawa au charater design.